# Municipio de Kentucky (condado de Saline)
El municipio de Kentucky (en inglés: Kentucky Township) es un municipio ubicado en el condado de Saline en el estado estadounidense de Arkansas. En el año 2010 tenía una población de 861 habitantes y una densidad poblacional de 9,97 personas por km².

## Geografía
El municipio de Kentucky se encuentra ubicado en las coordenadas 34°37′16″N 92°40′15″O / 34.62111, -92.67083. Según la Oficina del Censo de los Estados Unidos, el municipio tiene una superficie total de 86.39 km², de la cual 86,36 km² corresponden a tierra firme y (0,04 %) 0,03 km² es agua.

## Demografía
Según el censo de 2010, había 861 personas residiendo en el municipio de Kentucky. La densidad de población era de 9,97 hab./km². De los 861 habitantes, el municipio de Kentucky estaba compuesto por el 98,03 % blancos, el 0,23 % eran afroamericanos, el 0,93 % eran amerindios, el 0,12 % eran asiáticos, el 0,12 % eran de otras razas y el 0,58 % eran de una mezcla de razas. Del total de la población el 0,81 % eran hispanos o latinos de cualquier raza.